# Nowe Brzesko
Nowe Brzesko là một thị trấn thuộc huyện Proszowicki, tỉnh Małopolskie ở nam Ba Lan. Thị trấn có diện tích 8 km². Đến ngày 1 tháng 1 năm 2011, dân số của thị trấn là 1644 người và mật độ 226 người/km².